# Enigmatita
L'enigmatita és un mineral de la classe dels silicats que pertany i dona nom a l'anomenat grup de l'enigmatita. Va ser descoberta l'any 1865 a Narsaq, Groenlàndia (Dinamarca), sent nomenada així del grec aenigma (un enigma) en al·lusió a la seva incerta composició química.
Sinònims poc usats són: aenigmatita, cosyrita i kolbingita.

## Característiques químiques
És un silicat anhidre de sodi, ferro i titani. La seva estructura molecular és la d'inosilicat amb cadenes senzilles de període quatre.
Forma una sèrie de solució sòlida amb la wilkinsonita (Na(Fe2+)₂Fe3+O[Si₃O9]), en la qual la substitució gradual del titani per ferro va donant els diferents minerals de la sèrie.
A més dels elements de la seva fórmula, sol portar com a impureses: alumini, manganès, magnesi, calci, potassi i clor.

## Formació i jaciments
Apareix com a constituent primari de roques volcàniques alcalines riques en sodi, en roques pegmatites i en altres roques ígnies pobres en sílice.
Sol trobar-se associat a altres minerals com: egirina, augita, riebeckita, arfvedsonita, hedenbergita, faialita i ilmenita.